# Vienna Open 1997
Il Vienna Open 1997, noto anche come Bank Austria Tennis Trophy per motivi di sponsorizzazione, è stato un torneo di tennis giocato sul cemento indoor.  È stata la 23ª edizione del Vienna Open e faceva parte della categoria Championship Series nell'ambito dell'ATP Tour 1997. Il torneo si è giocato alla Wiener Stadthalle di Vienna, in Austria, dal 6 al 13 ottobre 1997.

## Campioni

### Singolare maschile
Goran Ivanišević ha battuto in finale  Greg Rusedski con il punteggio di 3–6, 6(4)–7, 7–6(4), 6–2, 6–3.

### Doppio maschile
Ellis Ferreira /  Patrick Galbraith hanno battuto in finale  Marc-Kevin Goellner /  David Prinosil con il punteggio di 6–3, 6–4.